# Castelleone
Castelleone (lombardul: Castigliòn, helyi nyelvjárásban Castigliù) település Olaszországban, Lombardia régióban, Cremona megyében. Lakosainak száma 9228 fő (2023. január 1.). Castelleone Cappella Cantone, Fiesco, Gombito, Izano, Madignano, Ripalta Arpina, San Bassano, Soresina, Trigolo és Montodine községekkel határos.

## Népesség
A település lakossága az elmúlt években az alábbi módon változott:
| Lakosok száma | 9593 | 9374 | 9472 | 9228 |
|               | 2013 | 2017 | 2018 | 2023 |

## Ismert személyek, akik a településhez kötődnek
- Itt született Anna Identici (1947. július 30.– ) olasz énekesnő és televíziós személyiség.